# 牧分徳右衛門
牧分 徳右衛門（まきぶん とくえもん、? - 享保12年3月12日（1727年5月2日））は、江戸時代中期の一揆指導者。姓は池田。牧徳右衛門、牧の徳右衛門ともいう。

## 経歴・人物
美作国真島郡仲間村牧分の人物。
享保11年（1726年）美作国津山藩領で起こった山中一揆の指導者のひとり。山中一揆は享保の改革に抵抗した一揆のひとつで、約4000人の農民が蜂起し、年貢増徴策の強行への反対と村役人の不正の糾弾を訴え、村役人の宅を打ちこわし、藩に要求書を提出した。藩は一部要求を一旦飲んだが、徳右衛門を初めとした多数の農民が捕らえられ、処刑された。
のち義民として祭られ、湯原町に供養碑が建てられた。